# Steam Deck

스팀 덱의 로고.

Steam Deck은 밸브사에서 내놓은 휴대용 게임기다. 밸브가 휴대용 게임 사업에 뛰어든다는 소문이 돌았고, 2021년 7월에 공개됐다. 게임 콘솔이 아니라 실제로 휴대용 PC이기 때문에 스팀에서 서비스되고 있는 소프트웨어는 별도의 개발자의 조치 없이도 곧바로 스팀 덱으로 즐기는게 가능하다. 2021년 12월부터 전세계에서 순차적으로 출시할 예정이다.

## 개요

### 휴대용 PC

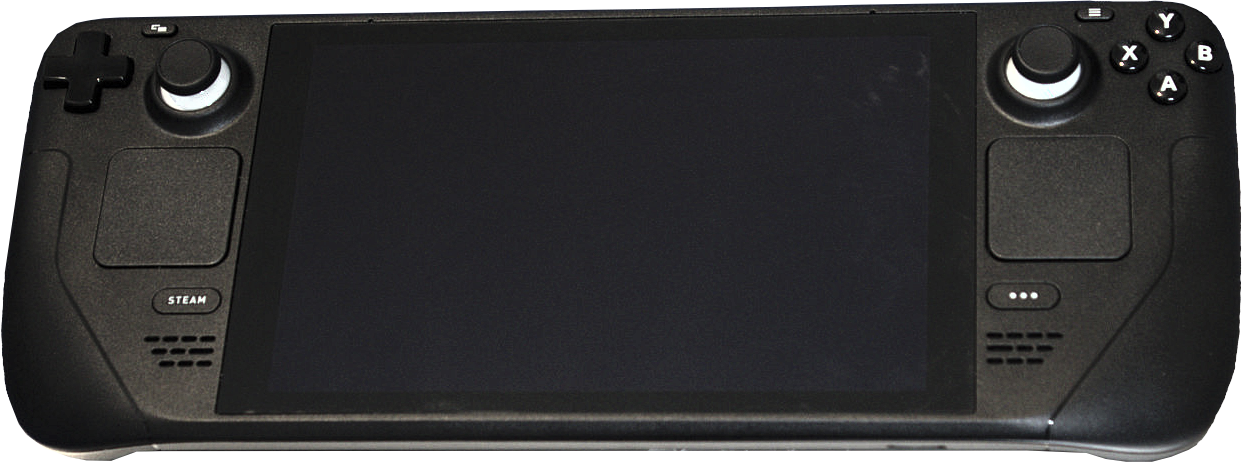
Steam Deck

Steam Deck 개발자도 해당 게임기가 x86 기반의 플랫폼이기 때문에 콘솔이 아니라 휴대용 PC라고 정의했다. 닌텐도 스위치와 똑같은 하이브리드 플랫폼이어서 Dock을 이용해서 TV에 연결해서 즐기는 것도 가능하다. 그래픽 성능은 1.6 tflops의 연산처리 능력을 갖고 있어서 플레이스테이션 4 (1.8 tflops)보다 약간 낮은 정도라고 한다.

### 배터리
IGN에 의하면 포탈2를 4시간 플레이하는게 가능하다고 설명했다.

### 확장성
Steam Deck은 리눅스 기반의 자사 OS인 Steam OS의 최신 버전으로 이루어져 있다. 일부 윈도우 전용 게임도 스팀 덱으로 플레이하는게 가능하다고 한다. 기본적으로 x86 기반의 플랫폼이기 때문에 상당히 넓은 확장성을 갖고 있다.

### 멀티미디어 기기
플레이스테이션 3, 엑스박스 360부터 콘솔 개발사들은 동영상 서비스들을 적극적으로 제공했다. 닌텐도 스위치에서는 일부 동영상 서비스를 제공하지 않는다는 비판의 목소리도 있으나 Steam Deck은 스트리밍 동영상 서비스 앱들이 충분해서 멀티미디어 기기로서도 가치가 있다고 한다.

### 한계
스팀 (소프트웨어)에서 서비스 중인 소프트웨어들은 Steam Deck의 사양으로 감당이 안되는 권장사양이 요구되는 소프트웨어들이 많은 편이라 현실적으로 모든 소프트웨어들을 만족스럽게 플레이하는데에는 무리가 있다. 이론 상으로는 닌텐도 스위치보다 스펙 상 그래픽 처리능력이 높지만, 닌텐도 소프트웨어들이 닌텐도 스위치에 최적화하는 것을 염두하고 개발한 반면, 스팀은 스펙이 재각각인 데스크탑 PC들을 염두하고 개발했고 그 까닭에 권장사양이나 최소사양을 늘 명시하고 있다. 또 한, 플레이가 정상적으로 되는 소프트웨어가 있다해도 휴대용 게임기의 특성상 발열 문제도 우려된다.
| 드림캐스트      | 1.4 기가플롭스 | 플스4             | 1.8 테라플롭스 | 닌텐도 3DS     | 6.4 기가플롭스  |
| 플레이스테이션2 | 6.2 기가플롭스 | 플스4프로         | 4.2 테라플롭스 | NEW 닌텐도 3DS | 12 기가플롭스   |
| 게임큐브        | 9.4 기가플롭스 | 플스5             | 10 테라플롭스  | PS VITA        | 51.2 기가플롭스 |
| 엑스박스        | 20 기가플롭스  | 엑스박스 원 X     | 6 테라플롭스   | Wii            | 12기가플롭스    |
| 플레이스테이션3 | 230 기가플롭스 | 엑스박스 시리즈 X | 12 테라플롭스  | Wii U          | 352 기가플롭스  |
| 엑스박스 360    | 240 기가플롭스 | 닌텐도 스위치     | 1 테라플롭스   | PSP            | 2.6 기가플롭스  |

| RX470    | 5.5 테라플롭스 | RTX 3090       | 35.7 테라플롭스                    |
| RTX 2070 | 9 테라플롭스   | TITAN RTX      | 32 테라플롭스                      |
| GTX 760  | 2.2 테라플롭스 | RTX 3080       | 29.7 테라플롭스                    |
| GTX 1060 | 4.4 테라플롭스 | RTX 3080 Max-Q | 15.3 테라플롭스                    |
| GTX 960  | 2.4 테라플롭스 | RX 5700 XT     | 9.7 테라플롭스                     |
| GTX 560  | 500 기가플롭스 | GTX 1660TI     | 4.4 테라플롭스                     |
| 9800GT   | 336 기가플롭스 | VEGA 7 M       | 0.88 테라플롭스                    |
| GTS 450  | 451 기가플롭스 | 인텔 UHD 630   | 저전력 230 기가, 부스트시 760 기가 |

### 제원
- CPU : AMD Zen 2 4코어/8스레드, 2.4~3.5Ghz 클럭 동작
- GPU : AMD RDNA2 1~1.6Ghz 클럭 동작, 1.6 tflops[3]
- 램 : 16GB LPDDR5 @ 5,500MT/s 32비트 쿼드 채널
- 스토리지 : 64GB eMMC / 256GB NVMe SSD / 512GB NVMe SSD
- 디스플레이 : 7인치 LCD 터치스크린, 1280 x 800 해상도, 60Hz
- 오디오 : 스테레오 스피커, 3.5mm 잭, 듀얼 마이크, USB Type-C/Bluetooth
- 연결성 : Wi-Fi, Bluetooth, DisplayPort 1.4 지원 USB Type-C
- 배터리 : 40Whr
- 크기 : 11.7 x 4.6 x 1.8인치(298 x 117 x 49mm)
- 무게 : 1.47파운드(669g)
- 단가 : $ 399 (64GB)

## 같이 보기
- GPD 윈
- 스팀OS
- 밸브 코퍼레이션